# Campagne de Sucre dans le Haut-Pérou

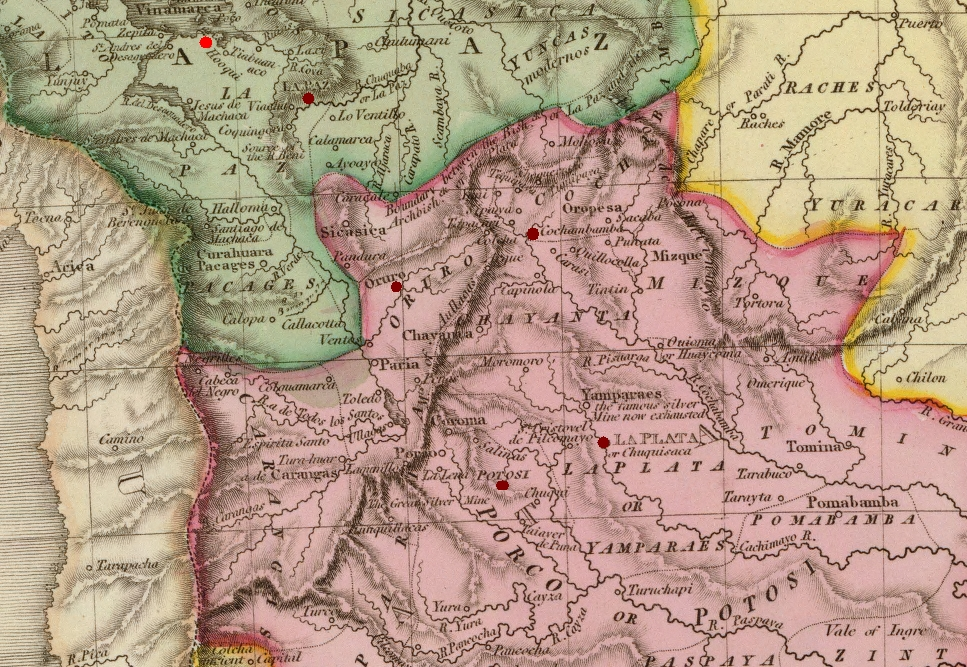
Carte du Haut-Pérou, en 1812. Réalisée par John Pinkerton.

La campagne de Sucre dans le Haut-Pérou est une série d'opérations militaires menées par l'Ejército Unido Libertador del Perú (es) commandée par Antonio José de Sucre pendant la guerre d'indépendance du Pérou afin de déloger les royalistes espagnols dans le Haut-Pérou (actuelle Bolivie) en 1825, résultant en une victoire des indépendantistes culminant avec la prise du village de Tumusla le 1er avril 1825 dans le département de Potosí.

## Contexte
Le 9 décembre 1824, le vice-roi du Pérou José de la Serna est renversé à la bataille d'Ayacucho, mettant fin à la domination espagnole en Amérique du Sud.